# Рязанський напрямок Московської залізниці
| Рязанський напрямок МЗ           |                         |
| Країна                           | Росія                   |
| Статус                           | діюча                   |
| Роки роботи                      | 1862 (163 роки)         |
| Підпорядкування                  | Російські залізниці     |
| Експлуатаційна довжина залізниці | 198 км                  |
| Ширина колії                     | 1 520 мм                |
| Тип електрифікації               | постійний струм (=3 кВ) |
|                                  |                         |

Рязанський напрямок Московської залізниці — залізнична лінія, що прямує на південний схід від Москви. Єдина лінія Мо, ковської залізниці з лівостороннім рухом. Прокладено територіями Москви (Центральним, Східним, Південно-Східним округами), Московської та Рязанської областей. Поєднує транспортним сполученням міста Москва, Люберці, Жуковський, Раменське, Воскресенськ, Коломна, Озьори, Лохвиця, Зарайськ, Рязань. 
Побудована у 1862 році між Москвою і Коломною, 19-а за рахунком діюча на той час залізнична лінія в Росії і одна з найстаріших на Московському залізничному вузлі.
Вся лінія двоколійна, за винятком дільниці Москва-Казанська — Раменське (чотириколійна), перегону Виноградово — Фаустово і дільниці Рибне — Рязань (триколійні).

## Опис
Рязанський напрямок є одним з найбільш завантажених з пасажирських перевезень у Московському залізничному вузлі.
Основна кількість поїздів далекого прямування зі станції Москва-Пасажирська-Казанська південного та південно-східного напрямків прямує через Рязань. З 2008 року, після електрифікації Митьковської сполучної лінії, Рязанським напрямком прямують транзитні поїзди до Санкт-Петербургу та північних міст Росії (Ярославль, Воркуту, Вологду, Архангельськ).
Приміське пасажирське сполучення обслуговується рухомим складом ТЧ-7 «Раменське». Рух здійснюється до станцій Люберці І, Панкі, Биково, пл. 47 км, Фаустово, Виноградово, пл. 88 км, Шиферна, Голутвін, Лухвиці, Рязань I, Рязань II.
Вантажний рух найінтенсивніше здійснюється на дільниці Воскресенськ — Рибне — Рязань. Це одна з найзавантаженіших дільниць у мережі Російських залізниць. Лінією прямують транспортні потоки північ — південь та захід — схід.
На початку ХХІ століття Рязанський напрямок Московської залізниці є одним з найрозвиненіших в інфраструктурному відношенні: основні колії повністю електрифіковані і обладнані спеціальними огорожами, усі зупинні пункти до станції Голутвін мають високі платформи, більшість платформ капітально відремонтовані, парк електропоїздів повністю оновлений і складається виключно з поїздів типу ЕД4М та ЕД4МК виробництва Деміховського машинобудівного заводу.
На багатьох станціях та зупинних пунктах встановлені турнікетні комплекси, і за їх кількістю Рязанський напрямок є абсолютним лідером серед напрямків Московської залізниці.